# Daniel Barenboim
Daniel Barenboim (Buenos Aires, 1942. november 15. –) argentínai születésű izraeli zongoraművész, karmester.
Berlinben él; Argentína, Izrael és Spanyolország állampolgára, továbbá – 2008 januárja óta – a Palesztin Nemzeti Hatóság útlevelének is birtokosa. Nagyszülei askenázi zsidók. Főként Mozart és Beethoven műveinek előadójaként ismert.

## Életpályája

### Karrierje

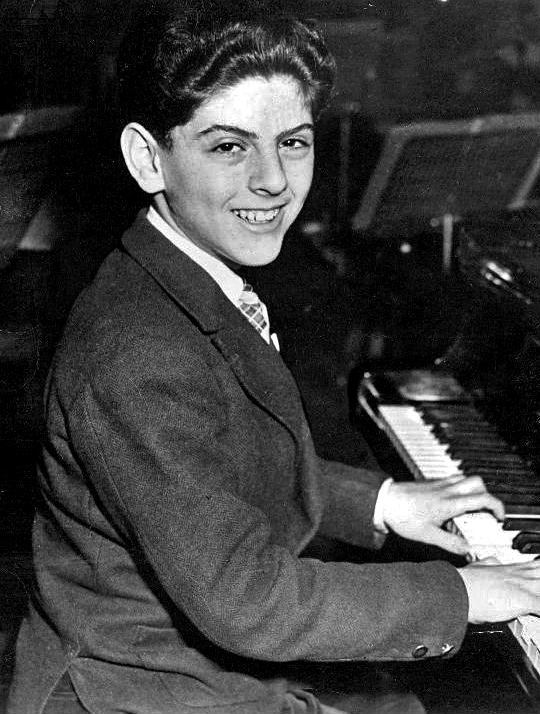
Daniel Barenboim 1958-ban

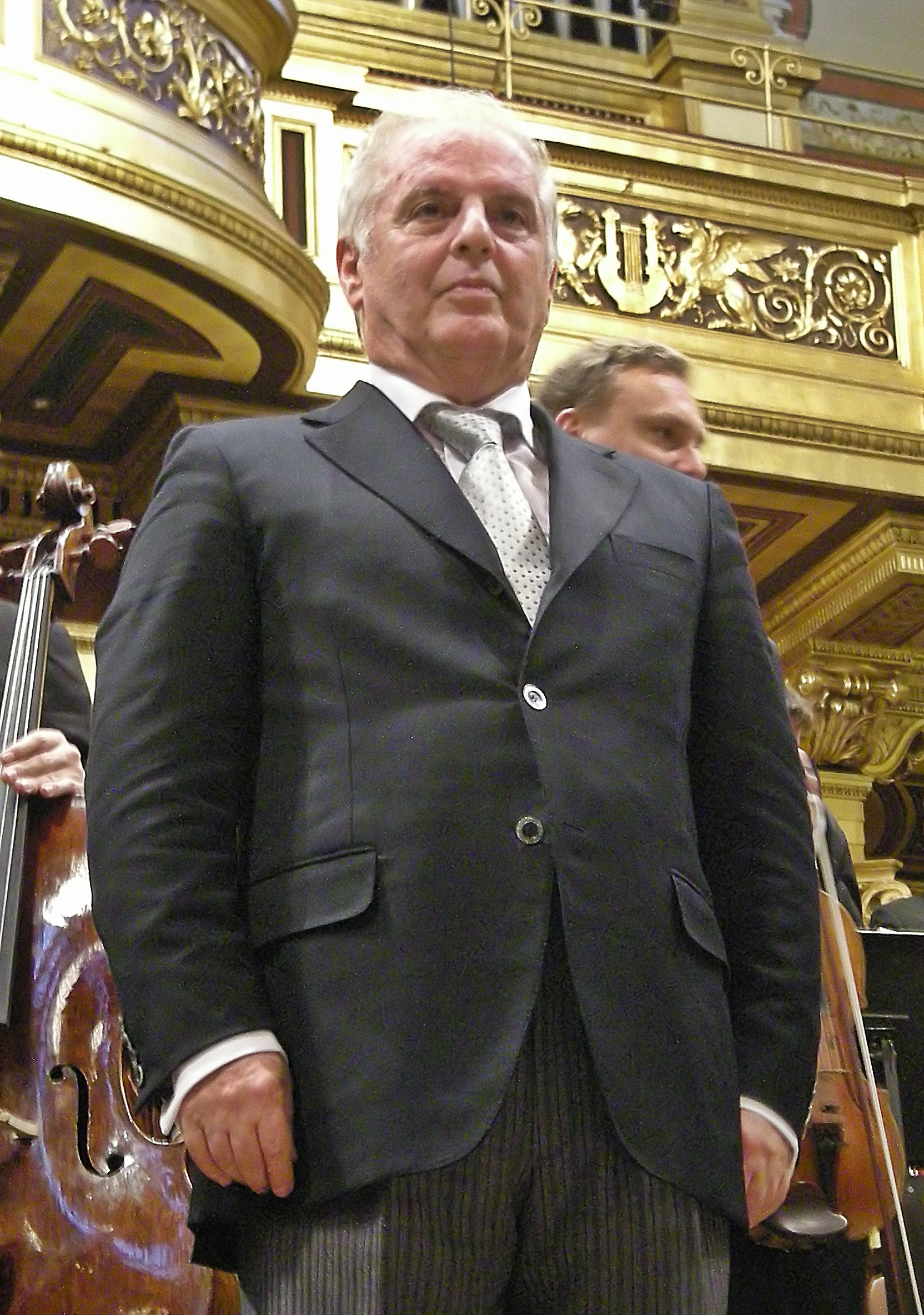
Musikverein, Bécs, 2008

Barenboim ötéves korában kezdett zongorázni tanulni, előbb édesanyjától, majd édesapjától. Első nyilvános fellépése hétéves korában, 1950 augusztusában volt, Buenos Airesben. A család 1952-ben Izraelbe költözött. 1954-ben Salzburgban beíratták Igor Markevitch karmester-iskolájába. Azon a nyáron – tizenkét évesen – már Wilhelm Furtwänglerrel is játszott, aki az azóta eltelt fél évszázad óta is hatással van Barenboim zenei karakterére. Furtwängler meghívta Barenboimot Berlinbe Beethoven első zongoraversenyének előadására, ám a család ezt – néhány évvel a holokauszt után – nem engedte. 1955-ben Barenboim Nadia Boulanger-nél tanult zeneszerzést, Párizsban.
Zongoristaként 1952-ben debütált Bécsben és Rómában, majd 1955-ben Párizsban és 1956-ban Londonban. 1957-ben New Yorkban Leopold Stokowski vezényletével lépett fel. Ezt követően rendszeresen turnézott Európában, az Amerikai Egyesült Államokban, Dél-Amerikában, Ausztráliában és a Távol-Keleten. 2001-ben vitákat váltott ki Izraelben az, hogy részleteket adott elő Richard Wagner Trisztán és Izolda című operájából a berlini Staatskapellével a jeruzsálemi zenei fesztiválon, annak ellenére, hogy Wagner sokaknak tabunak számít Izraelben.
Repertoárjában a legkülönfélébb szerzők művei szerepelnek, a 18., a 19., és a 20. századból egyaránt; Mozart, Beethoven, Liszt Ferenc, Gioachino Rossini, Luigi Nono, Pierre Boulez mellett pl. Alban Berg. 2006-os berlini koncertsorozatán Beethoven összes szonátáját eljátszotta. Gyakran a zongora mögül vezényli a zenekart.
Ő vezényelte a bécsi filharmonikusokat a 2009-es,2014-es és a 2022-es bécsi újévi koncerten.

## Magyarul megjelent művei
- Daniel Barenboim–Edward W. Said: Kánon és ellenpont. Beszélgetések és írások zenéről, társadalomról; ford. Szilágyi Mihály; Európa, Bp., 2004

## Díjai, elismerései
Hatszor kapott Grammy-díjat.